# Uphall
Uphall ist eine Ortschaft im Nordosten der schottischen Council Area West Lothian beziehungsweise in der traditionellen Grafschaft Linlithgowshire. Sie liegt rund drei Kilometer nordöstlich von Livingston und 20 Kilometer südwestlich des Zentrums von Edinburgh am Brox Burn. Am Ostrand grenzt direkt die nebenliegende Ortschaft Broxburn an.

## Geschichte
Bereits vor der Reformation befand sich eine Kirche in Uphall. Der Rechtsgelehrte John Shairp erwarb im Jahre 1569 ein Grundstück in Uphall. Dort entstand ab 1600 das Herrenhaus Houstoun House. Heute beherbergt es ein Hotel.
In Uphall wurde früher Schiefer abgebaut. In diesem Zusammenhang wurde auch Paraffin produziert.

## Verkehr
Uphall ist verkehrsgünstig im Edinburgher Umland gelegen. Die bei Mid Calder von der A71 abzweigende A899. Am Südrand tangiert die A89 (Glasgow–Newgate). Sie bindet die Ortschaft innerhalb weniger Kilometer an die M8 und die M9 an.
Im 19. Jahrhundert erhielt Uphall einen eigenen Bahnhof der North British Railway. Er ist bis heute in Betrieb. Durch Broxburn verläuft der 1822 eröffnete Union Canal. Der Flughafen Edinburgh liegt acht Kilometer östlich.